# 사회주의노동당
사회주의 노동당(Socialist Labor Party)은 1876년에 결성된 미국 최초의 사회주의 정당이다. 이 당은 여러 사회주의그룹이 함께 만들었는데, 이 그룹은 인터내셔널 지부에 속해 있었다. 이 당은 초기에는 대부분 독일계 이주민들로 구성되었으나, 일정 기간이 지난 뒤에는 라살레파가 지도적 지위를 차지하였다.
사회주의 노동당은 노동자층에 영향력을 행사하기 위해 노력을 쏟았지만 성공을 거두지 못했고 또 창립 당시부터 존재했던 분파주의 경향도 극복하지 못했다. 그 결과 19세기말에는 당원 수도 적었을 뿐 아니라 노동운동에 대한 영향력도 그다지 크지 못하였다.
1897년에는 노동자의 새로운 정치조직인 사회민주당이 결성되었다. 이 당의 강령은 사회주의적 목표를 선언했지만, 혁명적 노선을 거부하고 의회 활동에 결정적 의의를 설정했다.
위에서 본 바와 같이, 주요국가들에서 진행된 노동자 계급 정당의 생성 과정은 여러 가지 특성을 나타냈음에도 불구하고 이런 과정은 노동운동의 일반적 법칙성과 객관적 요구를 반영했다. 노동자 계급은 다양한 형태의 투쟁과정 속에서 자신들의 정치조직을 추구하였다. 이 조직은 당면한 일상적 이익을 실현하기 위한 투쟁을 지도할 뿐만 아니라 자본주의 체제의 변혁을 목표로 하는 투쟁을 뒷받침하기 위한 것이였다. 사회주의 정당의 출현은 노동자 계급에 주어진 역사적 책무를 해결하기 위한 큰 전진이었을 뿐만 아니라 노동운동 발전에 중요한 전환점이 되었다.